# Колорадо (пустеля)

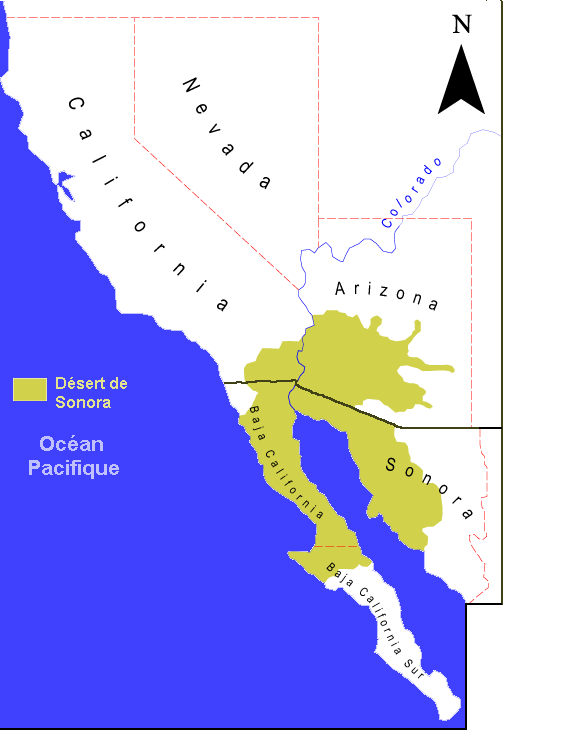
Карта пустелі Сонора

Колорадо (англ. Colorado Desert, ісп. Desierto del Colorado) — пустеля в Північній Америці, північно-західна частина пустелі Сонора. Розташована в південно-східній частині американського штату Каліфорнія та північно-східній частині мексиканського штату Баха-Каліфорнія.

## Опис
Пустеля займає територію площею 28 000 км².
Більша частина пустелі знаходиться нижче рівня моря, досягнувши своєї нижчої точки в районі озера Солтон-Сі.
Температура коливається в межах від 0 °C і 46 °C, середня температура близько 32 °C. В пустелі Колорадо бувають два сезони дощів на рік, взимку і в кінці літа.
Пустеля Колорадо є домівкою для багатьох унікальних представників флори і фауни, багато з яких не можна знайти більше ніде на планеті.

## Галерея

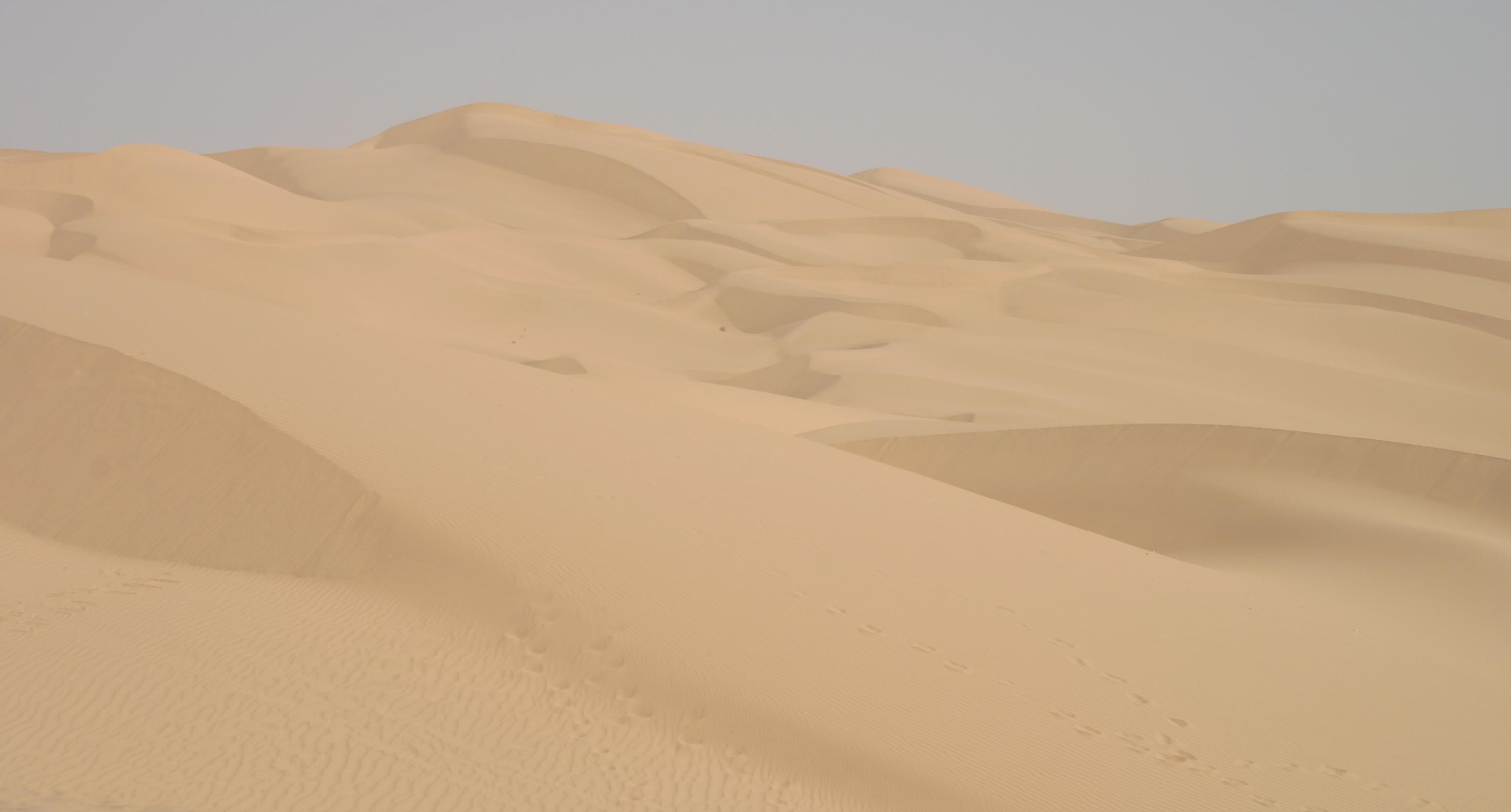
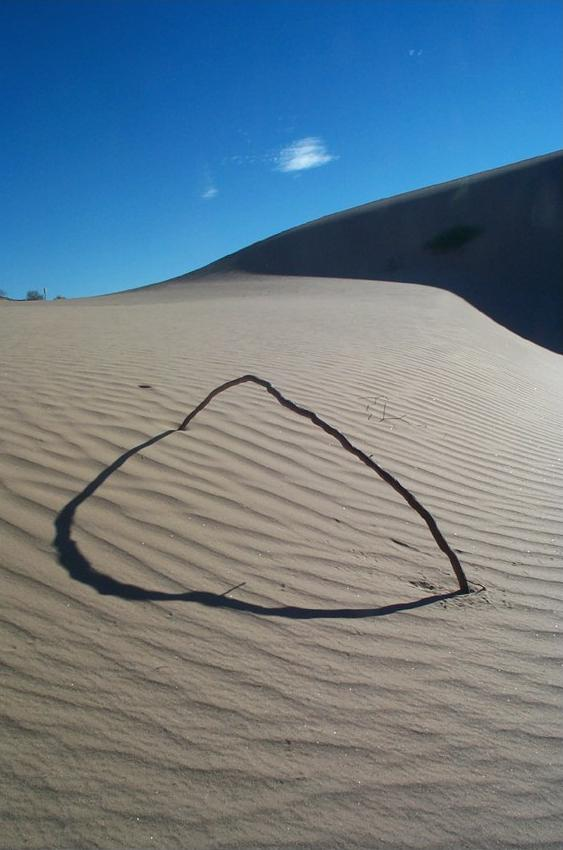
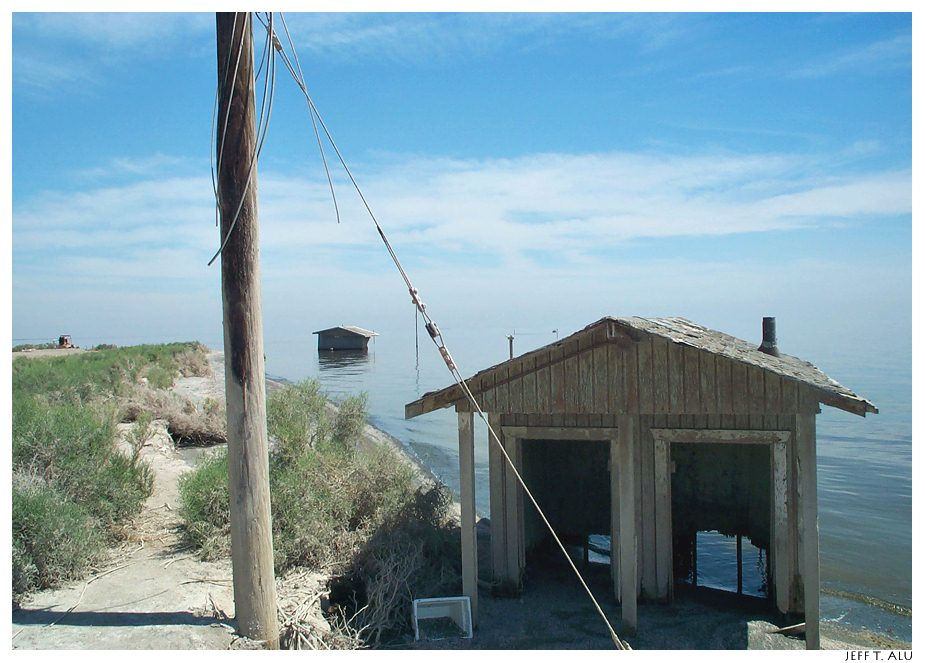
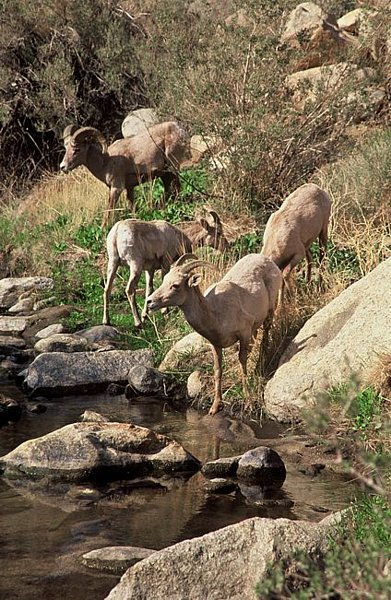
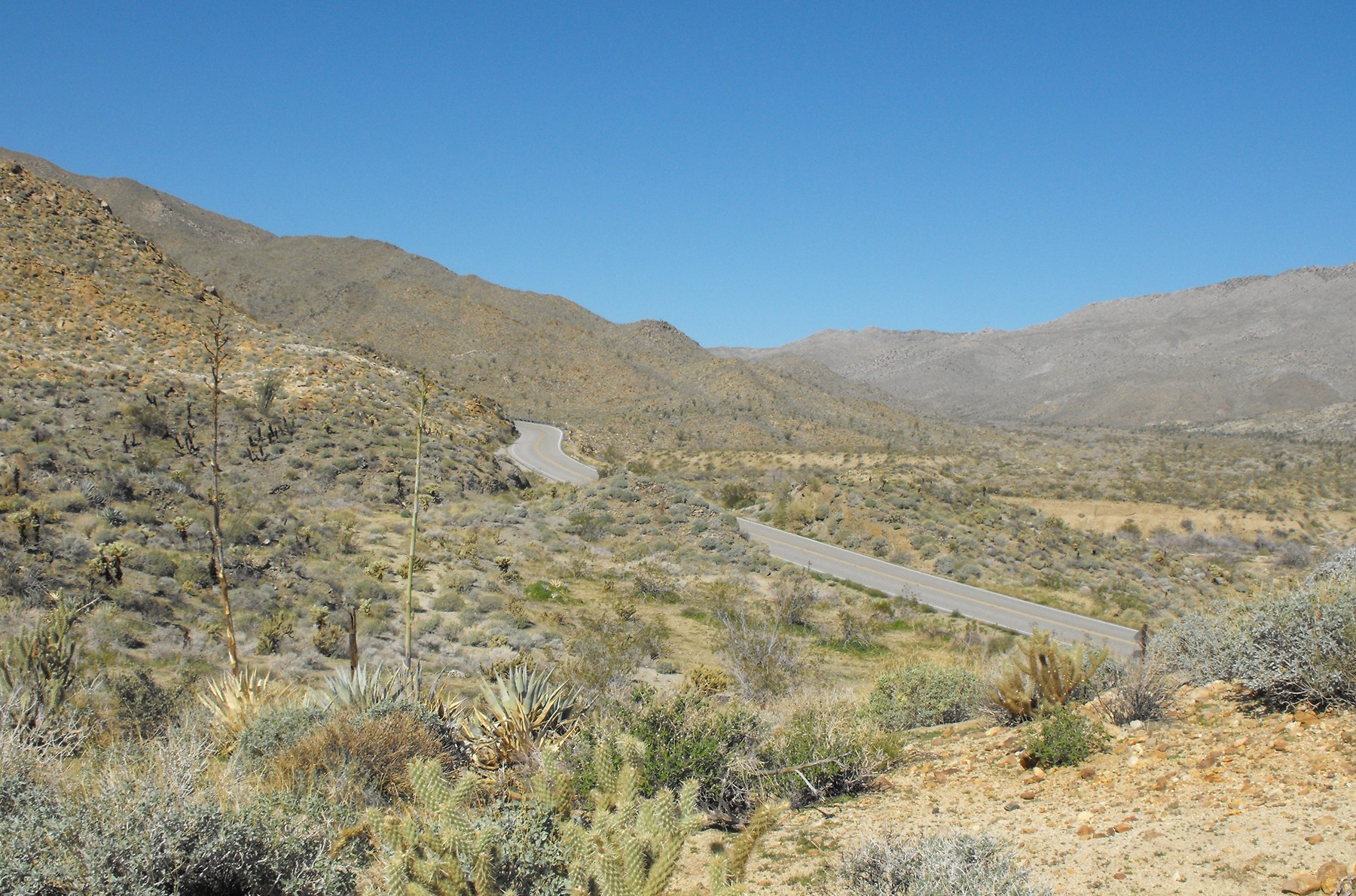